# 胡斗元
胡斗元（？—1352年），字元浩，元朝靖安（今江西靖安县）人。
至正十年（1350年），胡斗元中江西乡试第一，考进士没有中第，署任为鳌溪书院山长。红巾军至靖安，劫掠胡斗元乡里，胡斗元率领乡兵将其击败。他进入县城，与潮海一起计划战守。至正十二年（1352年），潮海被擒，红巾军胁迫他投降，胡斗元大骂不屈。于是被用土埋到腰，没有死去，又绑到暗室。胡斗元推倒墙出来，逃进深山，狂骂而死。